# Polykání

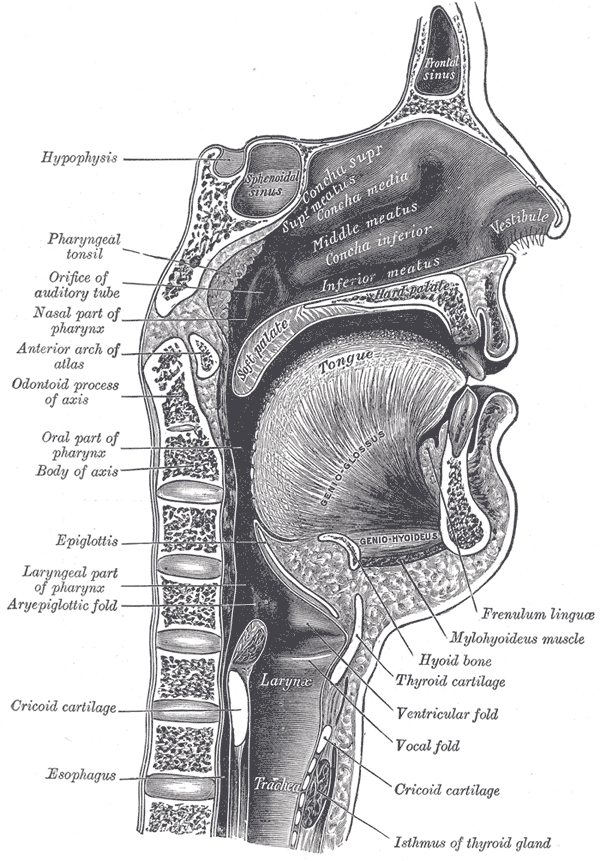
Do polykaní se zapojují ústní dutina, hrtan, hltan, jícen

Polykání, latinsky deglutice, je složitý proces, při kterém je potrava přemísťována z dutiny ústní skrze hltan do jícnu. Je částečně ovládáno vůlí, z větší části pak reflexně, kdy dochází podrážděním smyslových buněk v hltanu. Polykací potíže se označují jako dysfagie, která se objevuje např. při roztroušené skleróze. Lidé, oproti například lidoopům, nemohou polykat a zároveň dýchat či mluvit.

## Fyziologie
Polykání lze rozdělit do tří fází:
- vůlí ovládaná,
- faryngeální,
- ezofageální.[2][3]

## Vůlí ovládaná fáze
V první fázi jazyk posouvá sousto dozadu k měkkému patru, čímž dochází ke stimulaci mechanoreceptorů v oblasti hltanové úžiny (isthmus faucium). Tím je zahájena automatická, nepřerušitelná fáze polykání.

## Faryngeální fáze
Signál z mechanoreceptorů patrových oblouků je aferentními vlákny n. trigeminus, n. glossopharyngeus a n. vagus veden do jader tractus solitarius a nucleus ambiguus a následně eferentními vlákny n. trigeminus, n. glossopharyngeus, n. vagus a n. hypoglossus (n. V, n. VII, n. XII) zpět do hltanu.
Faryngeální fáze probíhá v následujících krocích:
1. Měkké patro je taženo vzhůru, čímž se uzavře vstup do nosní dutiny. (Zároveň se otevřením vstupu do Eustachovy trubice vyrovná tlak na obou stranách ušního bubínku.)
2. Palatofaryngeální oblouky se kontrakcí musculus palatopharyngeus k sobě přiblíží, takže vytvoří štěrbinu, kterou projde jen potrava dostatečně rozžvýkaná, zatímco větší sousta se do hltanu nedostanou.
3. Dochází k reflexnímu zastavení dýchání (v jakékoliv fázi dechového cyklu). Hlasivkové vazy se k sobě přiblíží, a utěsní hlasovou štěrbinu. Zároveň je larynx tahem suprahyoidních svalů zvedán vzhůru a ventrálně. To vede k překlopení epiglottis, která je vazy udržována na místě, přes vstup do hrtanu (aditus laryngis), jenž uzavře. Díky těmto mechanismům se zabrání proniknutí potravy do dýchacích cest.
4. Elevace laryngu zároveň vede k rozšíření vstupu do jícnu. V témž okamžiku je relaxován horní jícnový svěrač (mezi polknutími silně kontrahovaný, aby nebyl vzduch při dýchání nasáván do jícnu) a peristaltickou vlnou svalů hltanu je sousto posunuto do jícnu.[5][3]

Během faryngeální fáze je trachea uzavřená, jícen otevřený a rychlá peristaltická vlna posouvá sousto do horní části jícnu. Celá faryngální fáze trvá 1–2 sekundy.

## Ezofageální fáze
V konečné ezofageální fázi pokračuje peristaltika jícnem a během 8–10 sekund posune sousto do žaludku. Tento děj je řízen n. vagus. Uvízne-li sousto v jícnu, indukuje roztažení jeho stěny sekundární peristaltickou vlnu. Během postupu peristaltické vlny navíc dochází k receptivní relaxaci žaludku (příprava k přijetí sousta). Zároveň také relaxuje dolní jícnový svěrač, který je v klidu uzavřen, aby zabránil refluxu žaludečního obsahu. Nedostatečná relaxace dolního jícnového svěrače může způsobovat achalázii.